# ايساو تانيجوتشي
ايساو تانيجوتشي (باليابانية: 谷口 功) (16 فبراير 1991 في إكونو-كو في اليابان – )؛ هو لاعب كرة قدم ياباني سابق كان يلعب كمدافع.

## وصلات خارجية
- ايساو تانيجوتشي على موقع رابطة كرة القدم اليابانية للمحترفين (اليابانية)
- ايساو تانيجوتشي على موقع قاعدة بيانات كرة القدم.إي يو (الإنجليزية)
- ايساو تانيجوتشي على موقع Soccerway.com (الإنجليزية)
- ايساو تانيجوتشي على موقع عالم كرة القدم.نت (الإنجليزية)